# Monte Trani
Monte Trani è un rilievo dell'Appennino abruzzese, nel Lazio, nella provincia di Frosinone, nel comune di Alvito.